# My Immortal
Singles par Evanescence
Going Under
(2003) Everybody's Fool
(2004)
Pistes de Fallen
Everybody's Fool
(3) Haunted
(5)
My Immortal est une chanson du groupe américain Evanescence sortie le 20 octobre 2003. Il s'agit du 3e single extrait de l'album Fallen.
La chanson est une ballade piano rock avec un tempo de 75 battements par minute, écrite par Ben Moody, Amy Lee et produite par Dave Fortman.

## Crédits et personnels
(novembre 2020).
Crédits et personnels extrait des notes de l'album Fallen:
Evanescence
- Ben Moody - guitares
- Amy Lee - auteur-compositeur, piano, clavier, voix
- Rocky Gray - batterie
- Will Boyd - basse
- John LeCompt - guitares

Production
- Dave Fortman - production
- Ben Moody - production
- David Campbell
- Graeme Revell - string arrangements, orchestral conduction

## Liste des pistes
| - CD Single (Date de sortie : 8 décembre 2003) 1. "My Immortal" (Band Version) - 4:33 2. "My Immortal" (Album Version) - 4:24 - CD Maxi Single (Date de sortie : 8 décembre 2003) 1. "My Immortal" (Band Version) - 4:33 2. "My Immortal" (Album Version) - 4:24 3. "Haunted" (Live from Sessions @ Aol) - 3:08 4. "My Immortal" (Live from Cologne) - 4:15 | - Promo - CD Maxi Single (2003) 1. "My Immortal" (Band Version / No Strings) - 4:33 2. "My Immortal" (Band Version / Guitars Down) - 4:33 3. "My Immortal" (Album Version) - 4:24 |

## Classements et certifications
| Classement (2003)                       | Meilleure position |
| --------------------------------------- | ------------------ |
| Autriche (Ö3 Austria Top 40)            | 11                 |
| Belgique (Flandre Ultratop 50 Singles)  | 5                  |
| Belgique (Wallonie Ultratop 50 Singles) | 9                  |
| Pays-Bas (Single Top 100)               | 5                  |
| Allemagne (Media Control AG)            | 5                  |
| Irlande (IRMA)                          | 20                 |
| Suisse (Schweizer Hitparade)            | 7                  |
| Royaume-Uni (UK Singles Chart)          | 7                  |
| Classement (2004)                       | Meilleure position |
| Australie (ARIA)                        | 4                  |
| Canada Canadian Singles Chart           | 1                  |
| Danemark (Tracklisten)                  | 7                  |
| Finlande (Suomen virallinen lista)      | 9                  |
| France (SNEP)                           | 11                 |
| Grèce (IFPI)                            | 1                  |
| Italie (FIMI)                           | 3                  |
| Nouvelle-Zélande (RMNZ)                 | 2                  |
| Norvège (VG-lista)                      | 2                  |
| Suède (Sverigetopplistan)               | 9                  |
| États-Unis (Hot 100)                    | 7                  |
| États-Unis (Pop Airplay)                | 2                  |
| États-Unis (Adult Pop Songs)            | 1                  |
| États-Unis (Adult Contemporary)         | 19                 |
| Classement (2006-2011)                  | Meilleure position |
| Royaume-Uni (UK Rock Chart)             | 1                  |
| Royaume-Uni (UK Singles Chart)          | 81                 |
| États-Unis (Digital Songs)              | 43                 |

| Classement (2003)                 | Position |
| --------------------------------- | -------- |
| Pays-Bas Top 40                   | 218      |
| Royaume-Uni                       | 185      |
| Classement (2004)                 | Position |
| Autriche                          | 44       |
| Belgique (Flandre)                | 23       |
| Belgique (Wallonie)               | 42       |
| Pays-Bas Top 40                   | 26       |
| Pays-Bas Single Top 100           | 38       |
| Nouvelle-Zélande                  | 36       |
| Suède                             | 65       |
| Suisse                            | 30       |
| États-Unis Billboard Hot 100      | 19       |
| États-Unis Hot Adult Top 40       | 6        |
| États-Unis Hot Adult Contemporary | 29       |
| Classement (2000-2009)            | Position |
| États-Unis Adult Pop Songs        | 48       |

| Pays (Organisme)  | Certifications |
| ----------------- | -------------- |
| Australie (ARIA)  | Platine        |
| États-Unis (RIAA) | Platine        |
| Royaume-Uni (BPI) | Platine        |

## Vidéo musicale

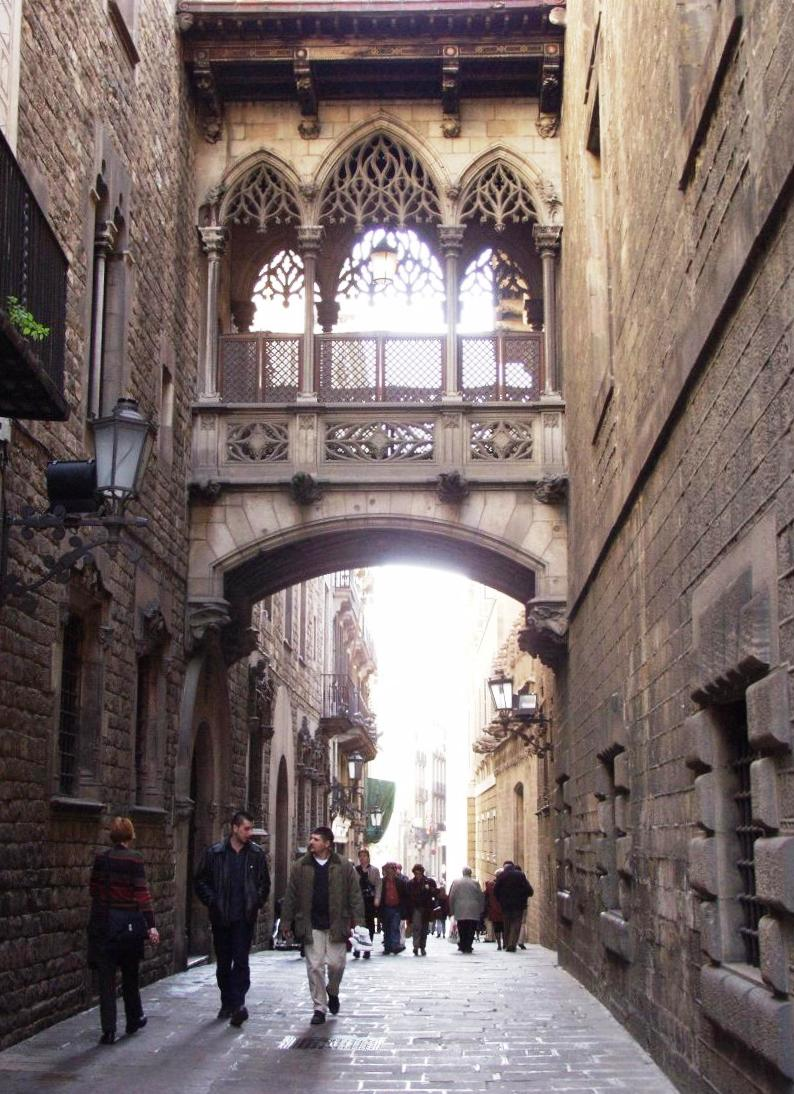
Le clip de "My Immortal" a été tourné dans le Barri Gòtic de Barcelone.

Le clip réalisé par David Mould a été tourné en noir et blanc sur la Plaça de Sant Felip Neri, Quartier gothique, Barcelone, le 10 octobre 2003. Lee a déclaré qu'ils l'ont filmé dans un "vieux quartier de la ville", avec certaines images d'un "point de vue panoramique, et il y avait un toit d'où l'on pouvait voir Barcelone en contrebas".
Lee a déclaré que la vidéo "parle entièrement de séparation" et qu'elle voulait qu'elle "décrive la vraie tristesse humaine". La vidéo a été filmée deux semaines avant le départ de Moody du groupe. Lee a admis que les visuels de la vidéo étaient visibles rétrospectivement, mais les similitudes entre cela et le départ de Moody étaient une coïncidence.
Selon Jon Wiederhorn de MTV News, les images de la vidéo sont « évocatrices et artistiques, ressemblant à un croisement entre un film étranger et une publicité Chanel ». Joe D'Angelo de MTV News a déclaré que la déconnexion de Lee dans la vidéo montre une « héroïne en détresse et émotionnellement bouleversée ». Rob Sheffield de « Rolling Stone » a fait l'éloge de la vidéo en disant que Lee ressemblait à un « titan de la misère adolescente » et qu'elle « marchait sur la pointe des pieds dans un château de marbre de douleur ». Le clip a reçu une nomination aux MTV Video Music Award pour le Meilleure vidéo rock aux MTV Video Music Awards 2004.
La chanson a franchi le cap du milliard de vues le 2 octobre 2024.